# Bengkulu (prowincja)
Bengkulu – prowincja w Indonezji w południowo-zachodniej części Sumatry. Powierzchnia 19 919 km²; ok. 2 mln mieszkańców (2018); stolica Bengkulu.
Obejmuje długi, wąski pas lądu wzdłuż wybrzeża Oceanu Indyjskiego oraz wyspę Enggano. Od północnego wschodu naturalną granicę tworzą góry Barisan. Symbolem prowincji jest kwiat raflezji Arnolda, największy kwiat na świecie, odkryty tu w 1817 r. przez brytyjskiego botanika Josepha Arnolda.
W prowincji wydobywany jest węgiel kamienny (do 400 tys. ton rocznie) oraz złoto; uprawa imbiru, kawowca, muszkatołowca, pieprzu, palmy kokosowej; ważną rolę odgrywa rybołówstwo.

## Historia
W przeszłości istniało tu królestwo Selebar, zależne od jawajskiego państwa Banten, było dla niego źródłem pieprzu, goździków, kawy i gałki muszkatołowej. 12 lipca 1685 podpisano umowę z brytyjską Kompanią Wschodnioindyjską, dającą jej prawo do budowy fortów i magazynów. W niedługim czasie powstały Fort York (1685) i Fort Marlborough (1714), które stały się ostoją władzy brytyjskiej na tym terenie. W 1824 r. na mocy układu londyńskiego ziemie te przekazano Holendrom; panowali tu aż do II wojny światowej.